# 14595 Peaker
14595 Peaker eller 1998 SW32 är en asteroid i huvudbältet som upptäcktes den 23 september 1998 av Spacewatch vid Kitt Peak-observatoriet. Den är uppkallad efter den kanadensiske roddaren Brian Peaker.
Den tillhör asteroidgruppen Astraea.